# Michel Lefrançois de Lalande
Pour les articles homonymes, voir Lalande.
Michel Jean Jérôme Lefrançois, né le 21 avril 1766 à Courcy et mort le 8 avril 1839 à Paris 11e, est un astronome français.

## Biographie
Il est le fils de Jean Lefrançois, cousin germain de Joseph Jérôme Lefrançois de Lalande, astronome. Il prendra le nom de son cousin issu de germain Jérôme, par arrêté du Tribunal de la Seine le 13 juin 1837 et deviendra Le François de Lalande ainsi que ses descendants.
Jérôme de Lalande fera venir Michel à Paris après les vacances de l'année 1780 et l'initiera tout de suite à son étude favorite, à savoir les techniques de l'observation télescopique, en ayant la satisfaction de le voir s'y intéresser. Deux ans plus tard, l'observation que fait Michel d'une éclipse totale de Lune lui vaut les honneurs de la publication dans le journal des savants.
Le 27 septembre 1788, il épouse Marie-Jeanne Harlay, née à Paris en 1767, fille de Jean François Harlay né en 1730 et de Anne Cany née en 1744. Elle est également astronome et calculatrice. Le 1er janvier 1789, elle donne naissance à leur premier enfant : Isaac, nommé ainsi en l'honneur d'Isaac Newton. Puis le 20 janvier 1790 naît leur première fille. Ce même jour, la comète découverte par Caroline Herschel est visible pour la première fois sur Paris, elle s'appellera donc Caroline. Elle mourra en bas âge. Leur deuxième fille naît le 27 juillet 1793 et se prénomme Charlotte Uranie ayant comme parrain Jean-Baptiste Delambre, astronome et comme marraine Charlotte de Saxe-Meiningen, duchesse de Gotha. Leur quatrième et dernier enfant naîtra le 26 mars 1802 et portera le prénom de Charles Auguste Frédéric Jérôme.
En 1789, à 23 ans, Michel Lefrançois de Lalande prend la direction de l'observatoire de l'École militaire et commence une longue série d'observations. En trois mois, il enregistre 2 500 étoiles et l'année suivante plus de 8 000. L'histoire céleste française, publiée par Jérôme de Lalande, achevée 10 ans plus tard, comptera plus de 50 000 étoiles, presque toutes calculées par Michel. Marie Jeanne, sa femme, appelée aussi Amélie par la duchesse du Gotha, apporte aussi son concours. Elle compte et réduit les observations des étoiles. En une année, elle arrive à en réduire 12 000.
Michel toute sa vie observera et calculera.
En 1792, il accompagne Jean-Baptiste Delambre qui a été désigné pour déduire de l'arc de méridien Dunkerque-Barcelone la longueur du mètre. Cet arc suit le méridien de Paris et tous les deux commencent alors les mesures aux environs de Paris.
Les 8 et 9 mai 1795 (il a 29 ans), il repère un astre faible qu'il prend pour une simple étoile. Entre les deux observations grâce à la lunette du grand quart-de-cercle de l'École militaire, il remarque un écart mais l'attribue à une erreur de sa part. Il ne fait pas de 3e observation qui lui aurait permis de confirmer le déplacement de l'astre de ses deux premières observations et de s'apercevoir qu'il avait affaire à une planète encore inconnue – la planète Neptune – qui sera découverte 50 ans plus tard par Le Verrier.
En 1795, il est élu au bureau des longitudes et, 6 ans plus tard, il devient membre résident de première classe de la section astronomie de l'Académie des sciences. Il est également promu officier de la Légion d'Honneur. Sa sépulture se trouve au Père Lachaise, cimetière Est.